# Kazimierz Koniński
Kazimierz Koniński (ur. 23 października 1896 w Gródku Jagiellońskim, zm. 10 września 1919 nad Dryssą) – żołnierz Legionów Polskich, oficer Wojska Polskiego w II Rzeczypospolitej, kawaler Orderu Virtuti Militari.

## Życiorys
Urodził się w rodzinie Karola i Michaliny ze Skrzeszewskich. Absolwent gimnazjum w Krakowie, student filozofii na Uniwersytecie Jagiellońskim. W sierpniu 1914 wstąpił do Legionów Polskich. Początkowo służył w 2 pułku piechoty, a następnie w 4 pułku piechoty. Skierowany do szkoły podchorążych w Opawie ukończył ją w marcu 1918.
W listopadzie 1918 wstąpił do odrodzonego Wojska Polskiego, a w grudniu mianowany został podporucznikiem. Bronił przed Ukraińcami Lwowa i Małopolski Wschodniej. W składzie 5 pułku piechoty Legionów walczył na frontach wojny polsko bolszewickiej. Zginął podczas ataku nad Dryssa, prowadząc swój pluton na bolszewickie okopy. Za czyn ten został odznaczony Krzyżem Srebrnym Orderu Virtuti Militari.

## Ordery i odznaczenia
- Krzyż Srebrny Orderu Virtuti Militari (nr 7972)
- Krzyż Niepodległości – pośmiertnie 17 marca 1938 roku „za pracę w dziele odzyskania niepodległości”[5]